# 香菜、頭をよくしてあげよう
『香菜、頭をよくしてあげよう』（かな、あたまをよくしてあげよう）は、筋肉少女帯の10枚目のシングル。1994年5月21日にMCAビクター（現:ユニバーサルミュージック）より発売された。

## 収録曲
1. 香菜、頭をよくしてあげよう
（作詞：大槻ケンヂ / 作曲：本城聡章, 筋肉少女帯 / 編曲：筋肉少女帯）
  - ボーカルの大槻ケンヂが司会をしていたテレビ番組「ボイズンガルズ」のオープニングテーマ曲。
  - 2013年に発売された『公式セルフカバーベスト 4半世紀』において再録音されている。そちらのバージョンは、同じく大槻が司会のBS番組「大槻ケンヂの日本のほほん化計画」（TwellV、2013年 - 2015年）でテーマ曲として使われた。
2. 望み叶え給え
（作詞：大槻ケンヂ / 作曲：大槻ケンヂ, 筋肉少女帯 / 編曲：筋肉少女帯）
  - アルバム『レティクル座妄想』に収録された「ノゾミ・カナエ・タマエ」の歌詞とアレンジの一部を変えたもので、アルバム未収録曲である[1]。

## 収録作品
| 発売日         | タイトル                                                                             | 規格品番            |
| -------------- | ------------------------------------------------------------------------------------ | ------------------- |
| 1994年4月21日  | オリジナルアルバム『レティクル座妄想』 ※                                             | MVCD-13             |
| 1996年12月18日 | ベストアルバム『筋少MCAビクター在籍時 BEST&CULT』 ※                                  | MVCD-42             |
| 2001年12月19日 | ベストアルバム『スーパー・バリュー/筋肉少女帯』 ※                                    | UUCH-8005           |
| 2004年7月21日  | 大槻ケンヂ『プライベート・アンプラグド』                                             | PWCP-1008           |
| 2006年3月1日   | ベストアルバム『GOLDEN☆BEST 筋肉少女帯〜ユニバーサルミュージック・セレクション〜』 ※ | UPCY-6115 UPCY-9298 |
| 2007年3月14日  | ベストアルバム『筋肉少女帯 復活究極ベスト 大公式』 ※                                 | TFCC-86217          |
| 2007年3月14日  | DVD『THE・仲直り! 復活!筋肉少女帯～サーカス団パノラマ島へ帰る'06～』                 | TFBQ-18072          |
| 2008年12月17日 | DVD『サーカス団、武道館へ帰る』                                                      | TFBQ-18093          |
| 2013年5月29日  | セルフカバーアルバム『公式セルフカバーベスト 4半世紀』                               | TKCA-73905          |

※･･･当シングルと同一音源